# Buteo
Buteo – rodzaj ptaków z podrodziny jastrzębi (Accipitrinae) w obrębie rodziny jastrzębiowatych (Accipitridae).

## Zasięg występowania
Rodzaj obejmuje gatunki występujące na wszystkich kontynentach oprócz obszarów antarktycznych.

## Morfologia
Długość ciała 35–71 cm, rozpiętość skrzydeł 74–161 cm; masa ciała samic 320–2050 g, samców 310–1400 g.

## Systematyka
Rodzaj zdefiniował w 1799 roku francuski przyrodnik Bernard Germain de Lacépède w publikacji własnego autorstwa poświęconej klasyfikacji systematycznej ptaków. Gatunkiem typowym jest (absolutna tautonimia) myszołów zwyczajny (B. buteo).

### Etymologia
- Buteo: epitet gatunkowy Falco buteo Linnaeus, 1758; łac. buteo, buteonis ‘myszołów’[26].
- Asturina: nowołac, asturina ‘jastrząb, jak jastrząb’, od nazwy rodzaju Astur Lacépède, 1799 (jastrząb)[27]. Gatunek typowy (oznaczenie monotypowe):  Asturia cinerea Vieillot, 1816 (= Falco nitidus Latham, 1790).
- Limnaetus: gr. λιμνη limnē ‘bagno, mokradło’; αετος aetos ‘orzeł’[28]. Gatunek typowy (oznaczenie monotypowe): Buteo buteo harterti Swann, 1919.
- Archibuteo: gr. αρχων arkhōn ‘szef’, od αρχω arkhō ‘rządzić’; rodzaj Buteo Lacépède, 1799[29]. Gatunek typowy (wirtualne oznaczenie monotypowe): Falco lagopus Pontoppidan, 1763.
- Triorchis: łac. triorchis ‘myszołów’, gr. τριορχης triorkhēs ‘myszołów’, od τρεις treis, τρια tria ‘trzy’; ορχις orkhis ‘jądro’[30]. Gatunek typowy (oznaczenie monotypowe): Falco lagopus Pontoppidan, 1763.
- Butaetes: rodzaj Buteo Lacépède, 1799; gr. αετος aetos ‘orzeł’[31]. Gatunek typowy (oznaczenie monotypowe): Falco lagopus Pontoppidan, 1763.
- Cerchne: gr. κερχνη kerkhnē ‘sokół, rodzaj jastrzębia’[32].
- Craxirex: albo na podstawie nazwy rodzajowej Caracara Merrem, 1826 (karakara) (od zwyczajów jedzenia padliny) albo nazwy rodzajowej Crax Linnaeus, 1758 (czubacz) (od naziemnych nawyków, ogólnego wyglądu oraz czarno-brązowego upierzenia); łac. rex, regis ‘król’[33]. Gatunek typowy (oznaczenie monotypowe): Polyborus galapagoensis Gould, 1837.
- Butaquila: zbitka wyrazowa nazw rodzajów: Buteo Lacépède, 1799 oraz Aquila Brisson, 1760 (orzeł)[34]. Gatunek typowy (oznaczenie monotypowe): Buteo leucocephalus Hodgson, 1845 (= Falco rufinus Cretzschmar, 1829).
- Lagopus:  epitet gatunkowy Falco lagopus Pontoppidan, 1763; gr. λαγωπους lagōpous, λαγωποδος lagōpodos ‘zającostopy, szorstkostopy’, od λαγως lagōs ‘zając’; πους pous, ποδος podos ‘stopa’[35]. Gatunek typowy (oznaczenie monotypowe): Falco lagopus Pontoppidan, 1763.
- Hemiaetus (Hemiaetos): gr. ἡμι- hēmi- ‘pół, mały’, od ἡμισυς hēmisus ‘połowa’; αετος aetos ‘orzeł’[36]. Gatunek typowy (oznaczenie monotypowe): Butaquila strophiata Hodgson, 1844 (= Falco lagopus Pontoppidan, 1763).
- Poecilopternis: gr. ποικιλος poikilos ‘srokaty, barwny’ (cf. ποικιλις poikilis ‘rodzaj zięby’); πτερνις pternis ‘jastrząb’[37]. Gatunek typowy (późniejsze oznaczenie): Falco latissimus Bonaparte, 1824 (= Sparvius platypterus Vieillot, 1823)[38].
- Butaetos: rodzaj Buteo Lacépède, 1799; gr. αετος aetos ‘orzeł’[39]. Gatunek typowy (oznaczenie monotypowe): Buteo leucurus J.F. Naumann, 1853 (= Falco rufinus Cretzschmar, 1829).
- Buteola: rodzaj Buteo Lacépède, 1799; łac. przyrostek zdrabniający -ola[40]. Gatunek typowy (oryginalne oznaczenie): Buteo brachyurus Vieillot, 1816.
- Limnosalus: gr. λιμνη limnē ‘bagno, mokradło’; σαλη salē ‘opieka’ (por. σαλος salos ‘podrzucanie’)[41]. Gatunek typowy (oznaczenie monotypowe): Falco rufinus Cretzschmar, 1829.
- Onychotes: gr. ονυξ onux, ονυχος onukhos ‘pazur’ (por. ονυχοειδης onukhoeidēs ‘jak paznokieć’)[42]. Gatunek typowy (oryginalne oznaczenie): Onychotes gruberi Ridgway, 1870 (= Buteo solilarius Peale, 1848).
- Circobuteo: zbitka wyrazowa nazw rodzajów: rodzaj Circus Lacépède, 1799 (błotniak) oraz Buteo Lacépède, 1799[43]. Gatunek typowy (oznaczenie monotypowe): Buteo plumipes Hodgson, 1845 (= Buteo refectus Portenko, 1935).
- Asturisca: rodzaj Asturina Vieillot, 1816; łac. przyrostek zdrabniający -isca[44].
- Dromolestes: gr. δρομος dromos ‘biegacz’, od τρεχω trekhō ‘biegać’; λῃστης lēistēs ‘pirat, złodziej’, od λῃστευω lēisteuō ‘kraść’[45].
- Pterolestes: gr. πτερον pteron ‘skrzydło’; λῃστης lēistēs ‘pirat, złodziej’, od λῃστευω lēisteuō ‘kraść’[46]. Gatunek typowy (późniejsze oznaczenie): Falco (Buteo) augur Rüppell, 1836[47].
- Brewsteria: William Brewster (1851–1919), amerykański ornitolog[48]. Gatunek typowy (oryginalne oznaczenie): Falco ferruginous M.H.C. Lichtenstein, 1838 (= Archibuteo regalis G.R. Gray, 1844).
- Praedo: łac. praedo, praedonis ‘złodziej’, od praeda ‘łup’[49]. Gatunek typowy (oryginalne oznaczenie): Falco buteo Linnaeus, 1758.
- Coryornis: Charles Barney Cory (1857–1921), amerykański przedsiębiorca, kolekcjoner, ornitolog; gr. ορνις ornis, ορνιθος ornithos ‘ptak’[50]. Gatunek typowy (oryginalne oznaczenie): Rupornis ridgwayi Cory, 1883.
- Amplibuteo: łac. amplus ‘duży’; buteo, buteonis ‘myszołów’[51]. Gatunek typowy (oryginalne oznaczenie): †Amplibuteo hibbardi Campbell, 1979.

### Podział systematyczny
Do rodzaju należą następujące gatunki:

- Buteo plagiatus (Schlegel, 1862) – myszołowik popielaty
- Buteo nitidus (Latham, 1790) – myszołowik prążkowany
- Buteo platypterus (Vieillot, 1823) – myszołów szerokoskrzydły
- Buteo lineatus (J.F. Gmelin, 1788) – myszołów rdzawoskrzydły
- Buteo ridgwayi (Cory, 1883) – myszołów siwogłowy
- Buteo albonotatus Kaup, 1847 – myszołów czarny
- Buteo solitarius Peale, 1848 – myszołów hawajski
- Buteo albigula R.A. Philippi, Sr., 1899 – myszołów białogardły
- Buteo swainsoni Bonaparte, 1838 – myszołów preriowy
- Buteo brachyurus Vieillot, 1816 – myszołów krótkoogonowy
- Buteo galapagoensis (Gould, 1837) – myszołów galapagoski
- Buteo jamaicensis (J.F. Gmelin, 1788) – myszołów rdzawosterny
- Buteo ventralis Gould, 1837 – myszołów patagoński
- Buteo lagopus (Pontoppidan, 1763) – myszołów włochaty
- Buteo regalis (G.R. Gray, 1844) – myszołów królewski
- Buteo auguralis Salvadori, 1866 – myszołów plamisty
- Buteo augur (Rüppell, 1836) – myszołów białobrzuchy
- Buteo rufofuscus (J.R. Forster, 1798) – myszołów przylądkowy
- Buteo oreophilus E. Hartert & Neumann, 1914 – myszołów górski
- Buteo trizonatus Rudebeck, 1957 – myszołów leśny
- Buteo brachypterus Hartlaub, 1860 – myszołów madagaskarski
- Buteo buteo (Linnaeus, 1758) – myszołów zwyczajny
- Buteo japonicus Temminck & Schlegel, 1844 – myszołów amurski
- Buteo refectus Portenko, 1935 – myszołów himalajski
- Buteo rufinus (Cretzschmar, 1829) – kurhannik
- Buteo hemilasius Temminck & Schlegel, 1844 – myszołów mongolski

Opisano również gatunek wymarły z plejstocenu Kuby
- Buteo sanfelipensis Suárez, 2020